# Kasteel van Ingelmunster

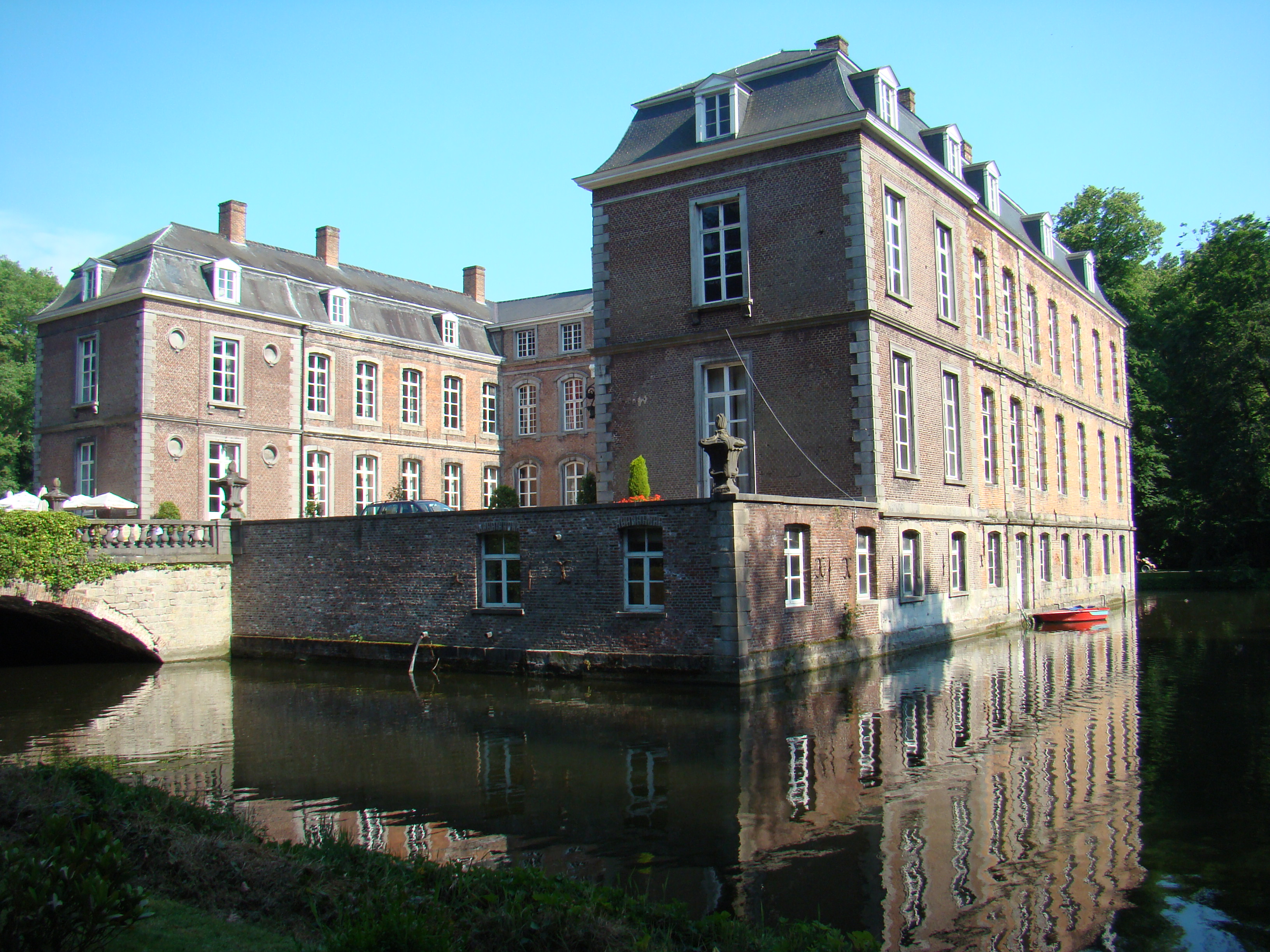
Kasteel van Ingelmunster

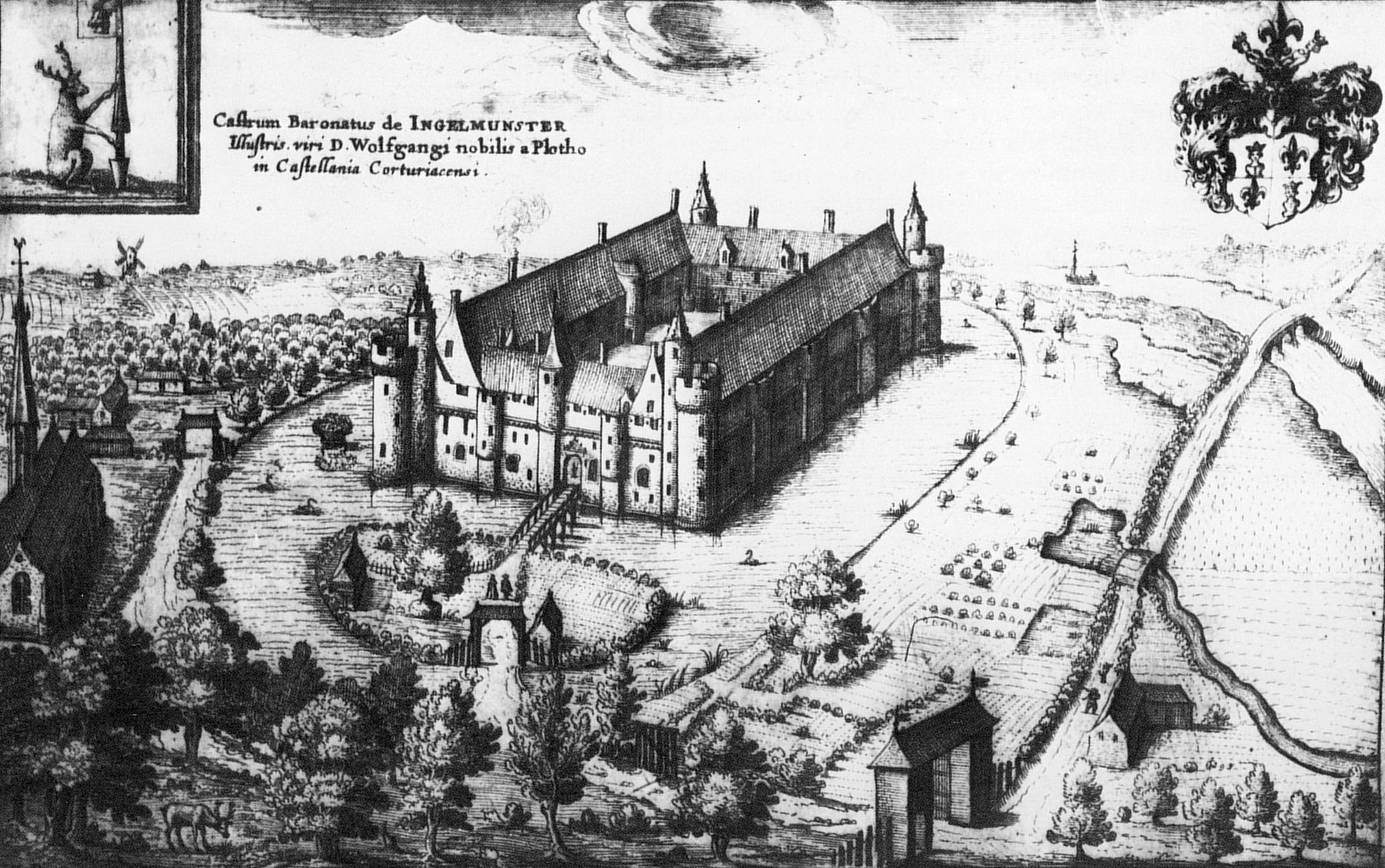
Het kasteel in de 17e eeuw

Het Kasteel van Ingelmunster met kasteeldomein bevindt zich in Ingelmunster op de hoek van de Stationsstraat en het Marktplein. Het huidige classicistische kasteel van Ingelmunster is gebouwd op de grondvesten van een voormalige burcht. De familie Vanhonsebrouck is de eigenaar.

## Geschiedenis
Ingelmunster zou zijn naam te danken hebben aan het feit dat Sint-Amandus in de 7e eeuw een klooster gesticht zou hebben. Robrecht I de Fries, graaf van Vlaanderen liet omstreeks 1075 een burcht oprichten bij de Mandel. Er werd gretig gebruikgemaakt van de ruïnes van het klooster. De strategische ligging van de burcht bij de Mandel en op de verbindingsweg Kortrijk-Brugge speelden een grote rol bij het kiezen van de plaats van het kasteel. Zo belangrijk dat het weleens de 'sleutel van Vlaanderen' werd genoemd.
Het kasteel kwam in handen van verschillende families: de families De Rhodes en Van Gistel (1000-1384), de families Bourgondi en Van Kleef (1384-1583), de families Plotho (1583-1825) en de familie de Montblanc (1825-1986).
In 1297 verbleef Filips de Schone, koning van Frankrijk, in het kasteel. Hij was op weg naar Brugge om te onderhandelen met de Bruggelingen. In 1580 werd het kasteel belegerd door de calvinisten onder leiding van François de La Noue en nadien door de Spaanse overheerser bezet. Ondertussen was de burcht al meerdere malen verbouwd tot het luxueuze landgoed dat er nu nog altijd staat.
De rijke brouwersfamilie Van Honsebrouck kocht het kasteel in 1986. Het werd gerestaureerd en opengesteld voor het publiek. Ook het bijhorende kasteeldomein werd vrij toegankelijk.
Brouwerij Vanhonsebrouck startte in 1989 met het brouwen van het bekende Kasteelbier, dat zijn naam dankt aan het kasteel van Ingelmunster. Het kasteel staat zowel op het etiket als op de kroonkurk afgebeeld.
In 2012 heeft de familie Van Honsebrouck besloten om het kasteelpark ontoegankelijk te maken voor het publiek wegens grote verbouwingswerken. Deze werken duurden tot juni 2015. 
Sinds de plechtige heropening op 17 juni 2015 kan men het Kasteel huren als feestzaal voor huwelijken, feesten en bedrijfsevents. 

## Beschrijving
Het huidige classicistisch kasteel, gebouwd op grondvesten van de voormalige burcht, wordt beschreven als een voorbeeld van elegante soberheid. Op de grondvesten trok Delphin van Platho een nieuw kasteel op in een U-vormig plattegrond. Het binnenplein wordt bereikt via een stenen brug over de Mandelbeek die door het kasteeldomein loopt.  Het middendeel werd in 1736 voltooid. In de 18e eeuw zijn de vleugels voorzien geweest van een Mansartdak. Boven de voorgevel hangt een driehoekig fronton, dat het wapenschild van de Plotho's draagt. Het kasteel is omwald en is omgeven in een park, dat slechts op bepaalde dagen open is, zoals tijdens de Dag van het Park.

### Kasteelkelder
Onder het kasteel bevindt zich een kasteelkelder, die vroeger als drankgelegenheid met bijhorend museum fungeerde. De kasteelkelder, samen met de keuken en de grondvesten blijven overblijfsels van het middeleeuws kasteel.

## Brand
In de nacht van 19 op 20 september 2001 brak een zware brand uit in het kasteel. Het centrale gedeelte en de salons in de rechtervleugel werden volledig verwoest door het vuur, enkel de muren bleven over. Er bleef alleen nog maar de linkervleugel over, waarin op het gelijkvloers en de verdiepingen kamers waren ondergebracht. Het gebouw zelf was erg toegetakeld, maar nog erger was het verlies van de inboedel. Antiek meubilair, tapisserie, beeldhouwwerken, schilderijen, alles verdween voor altijd in de vlammen.